# Socialisation des biens
 (décembre 2019).

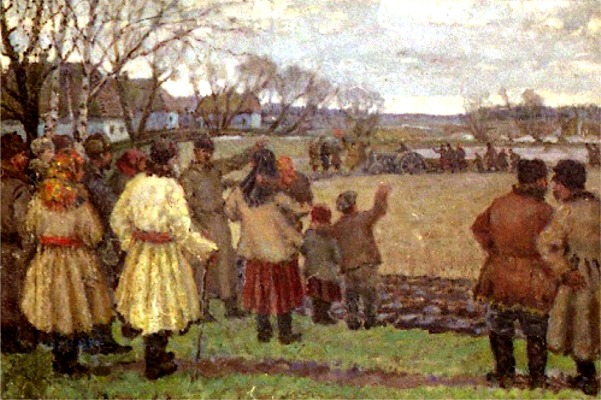
Œuvre Le premier Tracteur de Wladimir Gawriilowitsch Krikhatzki

La socialisation des biens est suivant la théorie de Karl Marx et Friedrich Engels une étape dans le processus de transformation d'une société capitaliste à une société communiste qui se distingue par l'abolition de l'héritage et de la propriété privée des moyens de production et par l'appropriation de ceux-ci par la collectivité.
Voici un extrait de l'ouvrage Socialisme utopique et socialisme scientifique de Friedrich Engels, expliquant cette socialisation des biens (l'appropriation et la socialisation des moyens de production) :

« Avec la prise de possession des moyens de production par la société, la production marchande est éliminée, et par suite, la domination du produit sur le producteur. L'anarchie à l'intérieur de la production sociale est remplacée par l'organisation planifiée consciente. La lutte pour l'existence individuelle cesse. Par-là, pour la première fois, l'homme se sépare, dans un certain sens, définitivement du règne animal, passe de conditions animales d'existence à des conditions réellement humaines. Le cercle des conditions de vie entourant l'homme, qui jusqu'ici dominait l'homme, passe maintenant sous la domination et le contrôle des hommes, qui, pour la première fois, deviennent des maîtres réels et conscients de la nature, parce que et en tant que maîtres de leur propre socialisation. Les lois de leur propre pratique sociale qui, jusqu'ici, se dressaient devant eux comme des lois naturelles, étrangères et dominatrices, sont dès lors appliquées par les hommes en pleine connaissance de cause et par là dominées. La propre socialisation des hommes qui, jusqu'ici, se dressait devant eux comme octroyée par la nature et l'histoire, devient maintenant leur acte propre et libre. Les puissances étrangères, objectives qui, jusqu'ici, dominaient l'histoire, passent sous le contrôle des hommes eux-mêmes. Ce n'est qu'à partir de ce moment que les hommes feront eux-mêmes leur histoire en pleine conscience ; ce n'est qu'à partir de ce moment que les causes sociales mises par eux en mouvement auront aussi d'une façon prépondérante, et dans une mesure toujours croissante, les effets voulus par eux. C'est le bond de l'humanité, du règne de la nécessité dans le règne de la liberté. »